# Ruta Provincial E 73 (Córdoba)
La Ruta Provincial E-73 es una ruta de corta longitud que inicia su trayecto en la ciudad de Villa Carlos Paz, en la intersección de la  RN 38  (más conocida como Autopista Córdoba-Carlos Paz) y Avenida San Martín. Recorre la margen sudeste del lago San Roque, hasta alcanzar el paredón del dique homónimo, donde se interseca con la  RP E-55  y finaliza.

Este camino era un trazado de ripio desde su creación. No tenía casi ningún mantenimiento debido a que se encontraba fuera del ejido municipal de la ciudad de Villa Carlos Paz, y además discurría por una zona de monte inhóspito, por lo que su uso era muy limitado. Sin embargo, cuando se asfaltó, el tráfico aumentó en forma considerable, ya que permitía alcanzar el paredón del dique en forma más rápida y segura, sin tener que dar toda la vuelta al perilago, en especial por los vehículos de gran porte dedicados al turismo. Cuando en 1999 se inaugura la Variante Costa Azul, el tráfico en esta vía cae en forma drástica y su uso queda limitado al turismo y para acceso a los diferentes puntos que hay a lo largo de su derrotero.

## Recorrido
El trazado de esta ruta comienza en el sector norte de la ciudad de Villa Carlos Paz, en el cruce donde finaliza la autopista Córdoba - Carlos Paz, en el barrio que le da su nombre: Costa Azul y bajo el nombre de Avenida J.S. Bach. Finaliza al alcanzar la  RP E-55 , en el paredón del Dique San Roque. Hasta el club APYCAC, esta ruta se desarrollaba dentro de los límites pertenecientes a la ciudad de Villa Carlos Paz, sin embargo, a partir de la sanción de la ley provincial 19595/18, todo su recorrido quedó dentro de los límites municipales, que llega, casi, hasta el paredón del Dique San Roque. Esto la transforma en una ruta urbana en toda su extensión.
Luego de algunos kilómetros, la ruta abandona el área urbana y se incorpora a zona montañosa, donde se ubican algunos clubes náuticos, una estación de piscicultura y terrenos propiedad del Ejército Argentino, hasta alcanzar el paredón del Dique San Roque.
Debido a la geografía del faldeo de la montaña, el camino se construyó con numerosas curvas, lo que implicó que la gente, lo comenzara a denominar como Camino de las Cien Curvas (algunos incluso, lo llaman Camino de las Ciento Veinte Curvas), aunque en la realidad, el número de curvas es menor a 100.
Antes de alcanzar el paredón del dique, se interseca con la autovía de montaña Variante Costa Azul, que proviene de la autopista Córdoba-Carlos Paz.
Físicamente, esta ruta podía dividirse en 2 tramos, el primero desde su nacimiento hasta la Variante Costa Azul y el segundo entre ésta y el paredón del dique. Hasta abril de 2019, los conductores que circulaban por este segundo tramo (cuya intención era trasponer el lago para alcanzar otras localidades del norte del embalse, al igual que aquellos que provenían de la autopista Córdoba - Carlos Paz y de La Calera), generaban un tráfico muy alto, para el cuál, no estaba diseñada la ruta, y ocurrían accidentes en forma constante. Esto que generaba una alta congestión vehicular (no solo automóviles sino también colectivos y camiones). A partir de esa fecha, y gracias a la construcción del Puente Gobernador José Manuel de la Sota, el cruce del embalse se pudo comenzar a realizar en la intersección de esta ruta con la Variante Costa Azul, sin pasar por el paredón del dique, quedando este tramo casi exclusivamente para uso turístico y con accidentes casi nulos. Es un tramo de menos de 2 km con numerosos puestos de artesanías y estacionamiento para vehículos.
| Intersecciones                              | Intersecciones                                                                                 |
| ruta                                        | desvíos hacia                                                                                  |
| ------------------------------------------- | ---------------------------------------------------------------------------------------------- |
| Ruta nacional 38 Autopista Justiniano Posse | Malagueño, Córdoba, Rio Cuarto, Santa Fe, Buenos Aires .                                       |
| Ruta Nacional 38                            | Villa Carlos Paz (centro y sur), Mina Clavero, Villa Dolores, Tanti, Cosquín.                  |
| Variante Costa Azul                         | Malagueño, Córdoba, Río Cuarto, Santa Fe, Buenos Aires.                                        |
| Ruta provincial E55                         | La Calera, Saldán Córdoba, San Roque, Bialet Massé, Cosquín, La Falda, Cruz Del Eje, La Rioja. |

## Transporte
Algunas de las empresas que utilizan esta ruta son Cooperativa La Calera, Sarmiento, Transierras, Fono Bus y Lumasa (que posee una línea denominada Perilago, y circula por las localidades alrededor del Lago San Roque, utilizando esta ruta).

## NOTAS
1. ↑   El kilometraje fue tomado del amojonado en ruta. En caso de ausencia de los mismos, se calculó según información disponible en Internet, o verificación in situ .